# گل من گلی
گل من گلی یک مجموعه تلویزیونی محصول سال ۱۳۷۶ به کارگردانی قاسم جعفری، نویسندگی حمید نعمت‌الله، هادی مقدم‌دوست و تهیه‌کنندگی علیرضا کرمی می‌باشد که در سال ۱۳۷۷ از شبکه تهران پخش شد. این مجموعه در ۷ قسمت ۴۵ دقیقه ای تهیه شد. بعد از ۱۲ سال دوباره از شبکه تماشا بازپخش شد.
شخصیت اصلی این مجموعه «گلی» است که هر بار در رودررویی با موقعیت‌های جدید، ماجراهای جذاب و پرکشمکشی را خلق می‌کند و نقش او را ماهایا پطروسیان بازی می‌کند. گلی نمونه یک دختر اصیل و پاک و معصوم ایرانی است که در هر قسمت از این مجموعه با قرار گرفتن در شرایط و موقعیت‌ها و مشاغل جدید، درگیر حوادث و مشکلاتی می‌شود که سعی می‌کند با تکیه بر هوش و ذکاوتش بر آنها پیروز شود.

## بازیگران
- ماهایا پطروسیان
- بهزاد خداویسی
- صالح میرزاآقایی
- مینا جعفرزاده
- حمیرا ریاضی
- هایده حائری
- اکبر عبدی
- امرالله صابری
- پویا کرمی
- رضا شفیعی‌جم
- سوسن مقصودلو
- علی اوسیوند
- فریماه فرجامی
- مهدی میامی
- مهران غفوریان
- نصرالله رادش